# 東三方町
東三方町（ひがしみかたちょう）は静岡県浜松市中央区の町名。丁番を持たない単独町名である。住居表示未実施。

## 地理
浜松市中央区の北部、三方原地区の南東部に位置する。東で半田山（五丁目・六丁目）及び浜名区内野、西で三方原町、南で初生町、北で豊岡町及び浜名区染地台二丁目と接する。

### 学区
小学校・中学校の学区は以下の通りである。
- 浜松市立豊岡小学校
- 浜松市立三方原中学校

## 歴史

### 町名の由来
戦後の開拓地は広大だったため、愛隣・赤松・二区東の3つの小字がつけられた。最初は赤松や東曳馬野などの案があったが、三方原の東に位置することから東三方町という案が採用された。

### 沿革
- 1880年（明治13年） - 敷知郡三方原村ができる。
- 1896年（明治29年）4月1日 - 郡制の施行により、三方原村の所属郡が浜名郡に変更となる。
- 1954年（昭和29年）7月1日 - 三方原村が浜松市に編入される。旧村域は大字三方原となった[書籍 2]。
- 1955年（昭和30年）10月20日 - 大字三方原の一部より分離し、東三方町が新設される[書籍 3]。
- 2007年（平成19年）4月1日 - 浜松市が政令指定都市となる。東三方町は北区の一部となる。警察署の管轄が浜北警察署から細江警察署に変更となる。
- 2024年（令和6年）
  - 1月1日 - 浜松市の行政区再編により、東三方町は中央区の一部となる。また、消防署の管轄が北消防署から中消防署に変更する。
  - 4月1日 - 警察署の管轄が細江警察署から浜松中央警察署となる[WEB 8]。

## 施設
- 浜松市教育会館
- 浜松市立三方原保育園
- 社会福祉法人太豊会ひがしみかた保育園
- 社会福祉法人初生会初生保育園
- 浜松市中央土木事務所（三方原）
- 医療法人社団種光会朝山病院
- 浜松ハム 本社
- 浜松葬儀 本社
- マツモト機械中部工場
- クレステック 本社・浜松事業所
- アオイテック本社工場
- 平野工業製作所 本社
- サンテック 本社
- ソネック 本社
- 森下金型製作所 本社
- 大興金属東三方工場
- マックスバリュ三方原店
- セブン-イレブン（浜松赤松坂店、浜松東三方町店）
- ファミリーマート浜松東三方町店

## 交通

### バス
- 遠鉄バス
  - 47葵町医大線：（医科大学 方面 → ）三方原営業所 → 浜工東 → 浜工高前 → 自衛隊官舎（ → 浜松駅 方面）
  - 50山の手医大線：（浜松駅 方面 - ）浜工高前 - 浜工東 - 三方原営業所（ - 医科大学 方面）
  - 53萩丘都田線：（浜松駅 方面 - ）三方原営業所 - 三方原営業所北（ - 染地台 方面）
  - 56萩丘都田線：（浜松駅 方面 - ）浜工高前 - 東三方 - 赤松坂 - 愛隣（ - 都田・フルーツパーク 方面）

### 道路
- 国道257号（都田テクノロード・浜松環状線）
- 静岡県道65号浜松環状線
- 浜松市道東三方都田線（都田テクノロード）
- 浜松市道半田三方原線（赤松道）

## その他

### 警察
警察の管轄区域は以下の通りである。
| 番・番地等 | 警察署         | 交番・駐在所 |
| ---------- | -------------- | ------------ |
| 全域       | 浜松中央警察署 | 三方原北交番 |

### 消防
消防の管轄区域は以下の通りである。
| 番・番地等 | 消防署   | 本署/出張所  |
| ---------- | -------- | ------------ |
| 全域       | 中消防署 | 曳馬野出張所 |

### 書籍
1. ↑  『わがまち文化誌 三方原 -赤土・台地・古戦場-』浜松市三方原公民館、1994年2月14日、334頁。
2. ↑  『わがまち文化誌 三方原 -赤土・台地・古戦場-』浜松市三方原公民館、1994年2月14日、333頁。
3. ↑  『わがまち文化誌 三方原 -赤土・台地・古戦場-』浜松市三方原公民館、1994年2月14日、340頁。

### WEB
1. ↑  “h02_22.csv”.   総務省 (2022年2月10日). 2024年6月25日閲覧。
2. ↑  “chuouku_menseki.xlsx”.   浜松市 (2024年3月12日). 2024年6月25日閲覧。
3. ↑  “静岡県 浜松市中央区 東三方町の郵便番号 - 日本郵便”.   日本郵便. 2025年2月15日閲覧。
4. ↑  “市外局番の一覧”.   総務省 (2022年3月1日). 2024年6月25日閲覧。
5. ↑  “事業所案内及び管轄地域（事務所3件、分室3件）”.   一般社団法人静岡県自動車会議所. 2024年6月25日閲覧。
6. ↑  “住居表示実施状況”.   浜松市 (2024年1月4日). 2024年6月25日閲覧。
7. ↑  “学校名から探す／浜松市”.   浜松市 (2024年1月1日). 2024年6月25日閲覧。
8. ↑  “kankatsukuiki_henko.pdf”.   静岡県警察 (2024年1月22日). 2024年6月25日閲覧。
9. ↑  “交番｜静岡県警察”.   静岡県警察 (2024年1月1日). 2024年6月25日閲覧。
10. ↑  “消防署の町別管轄「ひ」／浜松市”.   浜松市 (2024年3月25日). 2024年6月25日閲覧。